# Res Facta

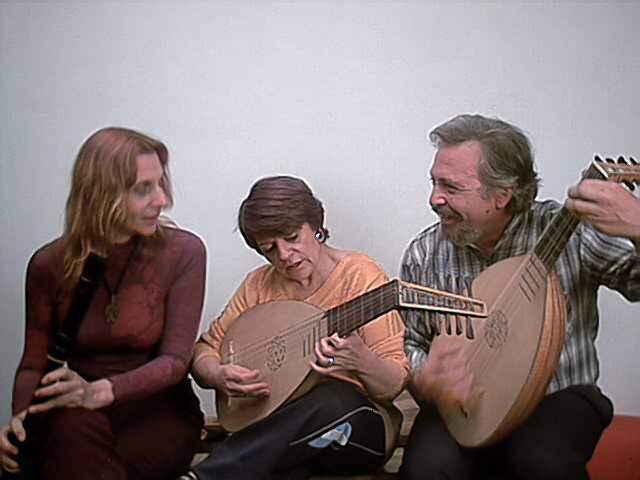
Res Facta.

Música Antigua Res Facta, este grupo de música antigua, radicado en Buenos Aires, hace su primera presentación en público en el año 1979 en la Ciudad de San Carlos de Bariloche, Argentina.

## Historia
Nacido en una época en que los grupos buscaban un conocimiento general sobre el tema, abordaron desde el comienzo un amplio espectro musical desde el Medioevo al Barroco, actitud que continúa hoy día. Es el único grupo de la especialidad en Argentina que ha continuado ininterrumpidamente en la realización artística y la difusión de esta parte de la historia de la música de occidente.

En su larga trayectoria se ha presentado en los más diversos auditorios, radio y televisión. Acompañando los medios actuales también pueden verse videos de ellos en Internet.

La interpretación de manuscritos y ediciones de estas épocas se vio acompañada del estudio de otras disciplinas no tan cercanas a la música misma y a la construcción de reproducciones de instrumentos antiguos , a partir de planos de originales o a desarrollos imaginativos basados en principio físicos, acústicos y de índole técnico instrumental, debido a la falta de instrumentos sobrevivientes.

Para llevar a cabo sus realizaciones musicales , construyeron numerosos instrumentos entre los que nombraremos un salterio, una tambura, un rabel, una fídula medieval, una renacentista, varios laúdes renacentistas, dos vihuelas, algunos instrumentos de percusión y más.

En su discografía se encuentran disponibles actualmente los dos volúmenes de "Música de los siglos XIII al XVIII".

El 15 de noviembre de 2009 habilitaron en YouTube.com videos didácticos de instrumentos antiguos realizados con tecnología 3D. La subpágina es Instrumentosen3d

Sus integrantes permanentes desde 1979 son: Marina Fernández, Mirta Caviello y Jose Verdi.

Los instrumentos utilizados son Al 'Ud, Rabel, Fidula, Salterio, Tambura, Flauta de tres orificios, Flautas Dulces (ver:Flauta dulce), Laúd, Vihuela, Mandolina, Derbake, Derbuka, Pandereta, Tambor de Bearn y otros instrumentos de percusión